# Arthémon Hatungimana
Arthémon Hatungimana (ur. 21 stycznia 1974 w Muhweza, Prowincja Karuzi) – lekkoatleta z Burundi, specjalizujący się w biegu na 800 metrów, trzykrotny olimpijczyk.
W 1993 podczas Mistrzostw Afryki w Lekkoatletyce zdobył brązowy medal. Dwa lata później sięgnął po złoto Igrzyskach Afrykańskich i zdobył srebrny medal na Mistrzostwach Świata w Lekkoatletyce
Trzykrotnie reprezentował swój kraj na igrzyskach olimpijskich – w 1996 w Atlancie, 2000 w Sydney i 2004 w Atenach.